# Naveta spațială Buran
Buran (din rusă Буран = viscol) este o naveta spațială sovietică, care a efectuat un zbor reușit în 1988.
Testele dinaintea zborului orbital au fost realizate cu ajutorul avionului Antonov An-225, special conceput pentru aceasta. Naveta se lansează direct de pe structura avionului.
Racheta purtătoare, numită Energhiia, spre deosebire de varianta americană, a fost gândită să poată folosi între două și opt „booster”-e (asa-zisele clopote, prin care se elimina gazul), realizându-se astfel propulsia, ceea ce îi mărește considerabil sarcina utilă pe care o poate plasa pe orbită (în jur a 200 de tone). Se pare că această rachetă a fost proiectată să poată plasa pe orbita selenară circa 32 tone, și pe cea marțiană 28 de tone. Boosterele la modelul american folosesc combustibil solid, spre deosebire de cele rusești care folosesc kerosen.
Primul și unicul zbor al navetei a fost executat pe 15 noiembrie 1988, fără echipaj uman, sistemul de menținere al vieții nefiind instalat la bordul navetei. După două orbite în jurul Pământului, naveta s-a întors pe cosmodromul de la Baikonur într-un mod complet automat.
După singurul său zbor din 1988, programul a rămas rapid fără fonduri, deoarece Ministerul sovietic al Apărării a constatat totala lipsă de rentabilitate a sistemului, din cauza costurilor sale extraordinar de mari. Prețul lansării a aproximativ 20 de tone de sarcină utilă pe sistemul Energhiia-Buran a fost estimat la 270 de milioane de ruble, comparativ cu 5,5 milioane de ruble pentru a livra o încărcătură similară cu racheta Proton. Odată cu destrămarea Uniunii Sovietice, programul a fost anulat.

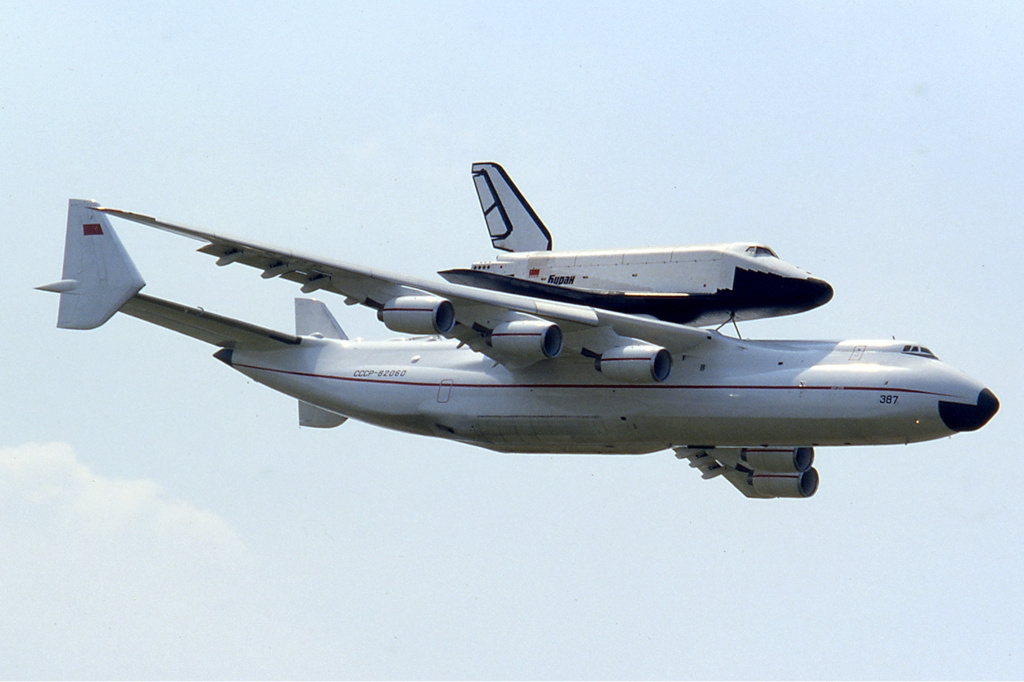
Naveta Buran transportată de avionul Antonov An-225 în cadrul unei demonstrații aeriene la Paris, 1989
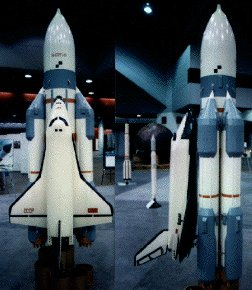
Naveta Buran montată pe racheta purtătoare Energhiia
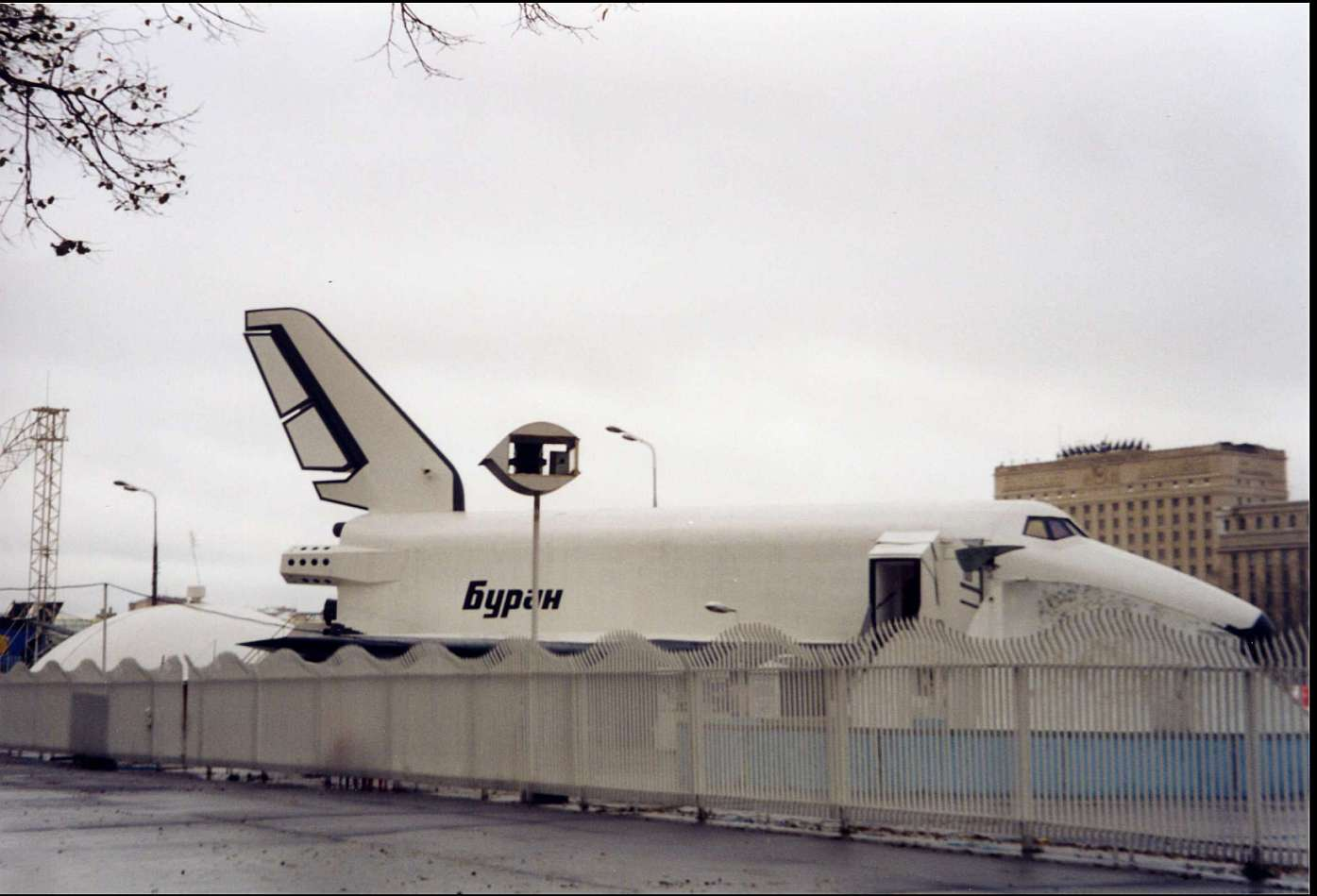
Naveta Buran stând în Muzeul Gorki, Moscova, 2002

## Alte proiecte
Unul dintre proiectele care s-a bazat pe Buran este MAKS (Multipurpose aerospace system).